# ツインエンジン
株式会社ツインエンジン（英: TWIN ENGINE Inc.）は、日本のアニメプロデュース会社。
また、株式会社EOTA（イオタ、英: EOTA Inc.）は、株式会社ツインエンジンの子会社でグループスタジオの制作環境サポートやバックオフィス業務などを主な事業とする日本の企業。社名は「Engine of the Animation」の略。

## 略歴
フジテレビで深夜アニメ枠「ノイタミナ」の編集長を務めていた山本幸治が、2014年9月に同社を退社し同年10月1日に設立。
当初は山本の古巣であるフジテレビ「ノイタミナ」関連作品のみ担当していたが、2018年からはフジ系列以外の局で放送される作品もプロデュースしている。ただし音楽制作は一部を除きフジ傘下のフジパシフィックミュージックが担当するなど、フジテレビグループとの関わりは現在でも大きい。

## 沿革
- 2014年10月1日 - 設立
- 2015年
  - 9月29日 - 『虐殺器官』を制作していたマングローブが倒産[5]。
  - 11月19日 - 同作の制作引き継ぎがきっかけとなり、子会社「株式会社ジェノスタジオ」を設立[5]。
- 2016年
  - 4月1日 - 完全新設の制作スタジオとして「株式会社レヴォルト」を設立[6]。
  - 4月7日 - 株式会社カルチャーおよびエクスジール株式会社と共同でアニメプロモーションを手掛ける子会社「株式会社リレイション」を設立[7]。
- 2020年
  - 2月25日 - グループスタジオの連携強化を目的に「株式会社EOTA」を設立し[8]、グループスタジオを同社の傘下に置く[3]。
  - 10月1日 - 電通執行役員の吉崎圭一を取締役に迎え組織体制を強化[9]。
  - 10月14日 - WIT STUDIOが制作した「魔法使いの嫁」の新OADシリーズとなる完全新作エピソード「魔法使いの嫁 西の少年と青嵐の騎士」の制作を目的として子会社「株式会社スタジオカフカ」を設立[10]。
- 2021年
  - 9月16日 - PONTOONとの共同出費により子会社「株式会社スクーターフィルムズ」を設立[11][12]。
  - 9月22日 - オー・エル・エムでプロデューサーを務めた児島宏明を代表取締役として「株式会社バグフィルム」を設立[13]。
- 2022年
  - 4月8日 - リレイションを清算[14]。
  - 8月29日 - ゲーム会社大手のテンセントグループ、電子書籍サービス『めちゃコミック』運営会社のアムタス、同じく電子書籍サービス運営会社であるBookLiveの3社と第三者割当増資を実施、および資本提携を締結[15]。
- 2023年
  - 3月1日 - アニメ背景美術制作会社である「株式会社キューン・プラント」と映画配給会社である「株式会社ギグリーボックス」の株式を取得し、グループ会社化[16]。EOTAのクリエイティブユニットであったOUTLINEを「株式会社OUTLINE」として法人化[16]。
  - 8月3日 - パンケーキを清算[17]。
- 2024年
  - 1月29日 - スタジオKAI出身の金子文雄・藤本さとる・今西亨を中心に「株式会社NAGOMI」を設立[18]。
  - 3月18日 - 『呪術廻戦（第1期）』のOP映像や『薄明の翼』で監督を務めた山下清悟を代表として「株式会社スタジオクロマト」を、レヴォルトの代表取締役を務めた江波和樹を中心に「株式会社くるせる」をそれぞれ設立[19]。
  - 8月8日 - 『ツキウタ。』『ツキノ芸能プロダクション』などの原作者であるふじわらを代表取締役として、オリジナルIP企画・開発会社「株式会社HARERABO」を設立[20]。

## 作品

### テレビアニメ
| 放送年 | タイトル                       | 制作スタジオ             | 備考         |
| ------ | ------------------------------ | ------------------------ | ------------ |
| 2016年 | 甲鉄城のカバネリ               | WIT STUDIO               |              |
| 2016年 | バッテリー                     | ゼロジー                 |              |
| 2017年 | クズの本懐                     | Lerche                   |              |
| 2017年 | DIVE!!                         | ゼロジー                 | 企画協力     |
| 2018年 | 刻刻                           | ジェノスタジオ           | 製作・発売   |
| 2018年 | ゴールデンカムイ（第一・二期） | ジェノスタジオ           | 製作         |
| 2018年 | からくりサーカス               | studio VOLN              | 製作・発売   |
| 2019年 | どろろ                         | MAPPA 手塚プロダクション | 製作・発売   |
| 2019年 | ヴィンランド・サガ             | WIT STUDIO               | 製作         |
| 2019年 | バビロン                       | REVOROOT                 | 製作・発売   |
| 2020年 | pet                            | ジェノスタジオ           | 製作・発売   |
| 2020年 | ゴールデンカムイ（第三期）     | ジェノスタジオ           | 製作         |
| 2021年 | アイ★チュウ                    | Lay-duce                 | プロデュース |
| 2022年 | ブッチギレ!                    | ジェノスタジオ           | 企画         |
| 2023年 | ヴィンランド・サガ SEASON2     | MAPPA                    | 企画         |
| 2023年 | 魔法使いの嫁 SEASON2           | スタジオカフカ           | 企画         |
| 2023年 | 地獄楽                         | MAPPA                    | 企画         |
| 2024年 | しかのこのこのここしたんたん   | WIT STUDIO               | 製作         |
| 2025年 | 全修。                         | MAPPA                    | 製作         |
| 2025年 | ユア・フォルマ                 | ジェノスタジオ           | 製作         |

### 劇場アニメ
| 公開年 | タイトル                   | 制作スタジオ                    | 備考       |
| ------ | -------------------------- | ------------------------------- | ---------- |
| 2015年 | 台風のノルダ               | スタジオコロリド                | 企画制作   |
| 2015年 | 屍者の帝国                 | WIT STUDIO                      |            |
| 2015年 | ハーモニー                 | STUDIO 4℃                       |            |
| 2017年 | 虐殺器官                   | Manglobe→ジェノスタジオ         |            |
| 2017年 | 夜は短し歩けよ乙女         | サイエンスSARU                  | 企画協力   |
| 2017年 | 夜明け告げるルーのうた     | サイエンスSARU                  | 企画協力   |
| 2019年 | きみと、波にのれたら       | サイエンスSARU                  | 企画協力   |
| 2020年 | 泣きたい私は猫をかぶる     | スタジオコロリド                | 企画       |
| 2020年 | BURN THE WITCH             | teamヤマヒツヂ/スタジオコロリド | 製作       |
| 2022年 | 雨を告げる漂流団地         | スタジオコロリド                | 企画       |
| 2023年 | クラユカバ                 | パンケーキ                      | 企画       |
| 2024年 | クラメルカガリ             | チームOneOne                    |            |
| 2024年 | 好きでも嫌いなあまのじゃく | スタジオコロリド                | 企画・製作 |
| 2024年 | 劇場版モノノ怪 唐傘        | EOTA                            | 製作       |

### OVA
| 発売年 | タイトル                          | 制作スタジオ   | 備考     |
| ------ | --------------------------------- | -------------- | -------- |
| 2021年 | 魔法使いの嫁 西の少年と青嵐の騎士 | スタジオカフカ |          |
| 2022年 | とつくにの少女                    | WIT STUDIO     | 企画協力 |

### Webアニメ
| 配信年 | タイトル                                                 | 制作スタジオ                    | 備考     |
| ------ | -------------------------------------------------------- | ------------------------------- | -------- |
| 2020年 | 薄明の翼                                                 | スタジオコロリド FILMONY        | 企画協力 |
| 2021年 | 夜の国                                                   | studio daisy                    |          |
| 2021年 | POKÉTOON「ヒーローになりたいヤンチャム」                 | パンケーキ                      | 企画協力 |
| 2021年 | POKÉTOON「ユメノツボミ」                                 | スタジオコロリド                | 企画協力 |
| 2021年 | POKÉTOON「まっててね！コイキング」                       | スタジオコロリド                | 企画協力 |
| 2021年 | POKÉTOON「ぽかぽかマグマッグハウス」                     | スタジオコロリド                | 企画協力 |
| 2021年 | POKÉTOON「ゲンガーになっちゃった!?」                     | teamヤマヒツヂ スタジオコロリド | 企画協力 |
| 2021年 | スター・ウォーズ: ビジョンズ「のらうさロップと緋桜お蝶」 | ジェノスタジオ                  | 企画     |
| 2021年 | スター・ウォーズ: ビジョンズ「タトゥイーン・ラプソディ」 | スタジオコロリド                | 企画     |
| 2021年 | POKÉTOON「ふぶきのなつやすみ」                           | mimoid                          | 企画協力 |
| 2023年 | BURN THE WITCH ＃0.8                                     | teamヤマヒツヂ/スタジオコロリド | 製作     |

## グループ会社・スタジオ
- 株式会社EOTA
  - 株式会社スタジオコロリド
    - teamヤマヒツヂ
    - コロリド美術部

  - 株式会社ジェノスタジオ
  - 株式会社EOTA studio daisy
    - EOTA撮影ユニット

  - 株式会社Peakys
  - 株式会社スタジオカフカ
  - 株式会社バグフィルム
  - 株式会社スクーターフィルムズ
  - 株式会社OUTLINE
  - 株式会社キューン・プラント
  - 株式会社NAGOMI
  - 株式会社スタジオクロマト
  - 株式会社くるせる
- 株式会社ギグリーボックス
- 株式会社HARERABO

かつてグループ会社・スタジオであった企業
- 株式会社Lay-duce
- 株式会社レヴォルト
- 株式会社リレイション
- パンケーキ株式会社

## 関連人物

### 役員
2024年3月現在。
代表取締役
- 山本幸治

取締役

- 細貝康介
- 根本慎太郎
- 金苗将宏
- 高橋登
- 藤山直廉
- 細貝康介（非常勤）
- ジュリアン・ヴィグ（非常勤）

執行役員

- 辻口昌輝（法務担当）
- 大谷新也（宣伝担当）
- 高橋俊介（人事総務担当）
- 須山敬行（財務経理担当）
- 渋木一希（経営企画担当）

会計参与
- 小川幸男（税理士）

### アニメーター・演出家
- 佐藤順一
- 中村健治
- 大橋誉志光
- 柴山智隆

- 石田祐康
- 川野達朗
- 阿比留隆彦
- 山下清悟